# Primula
Primula L. è un genere di piante della famiglia delle Primulacee, originario delle zone temperate di Europa, Asia e America.
Il nome deriva dal latino primus per indicare la precocità di fioritura che avviene subito dopo la scomparsa della neve, quando nei prati comincia a comparire l'erba.

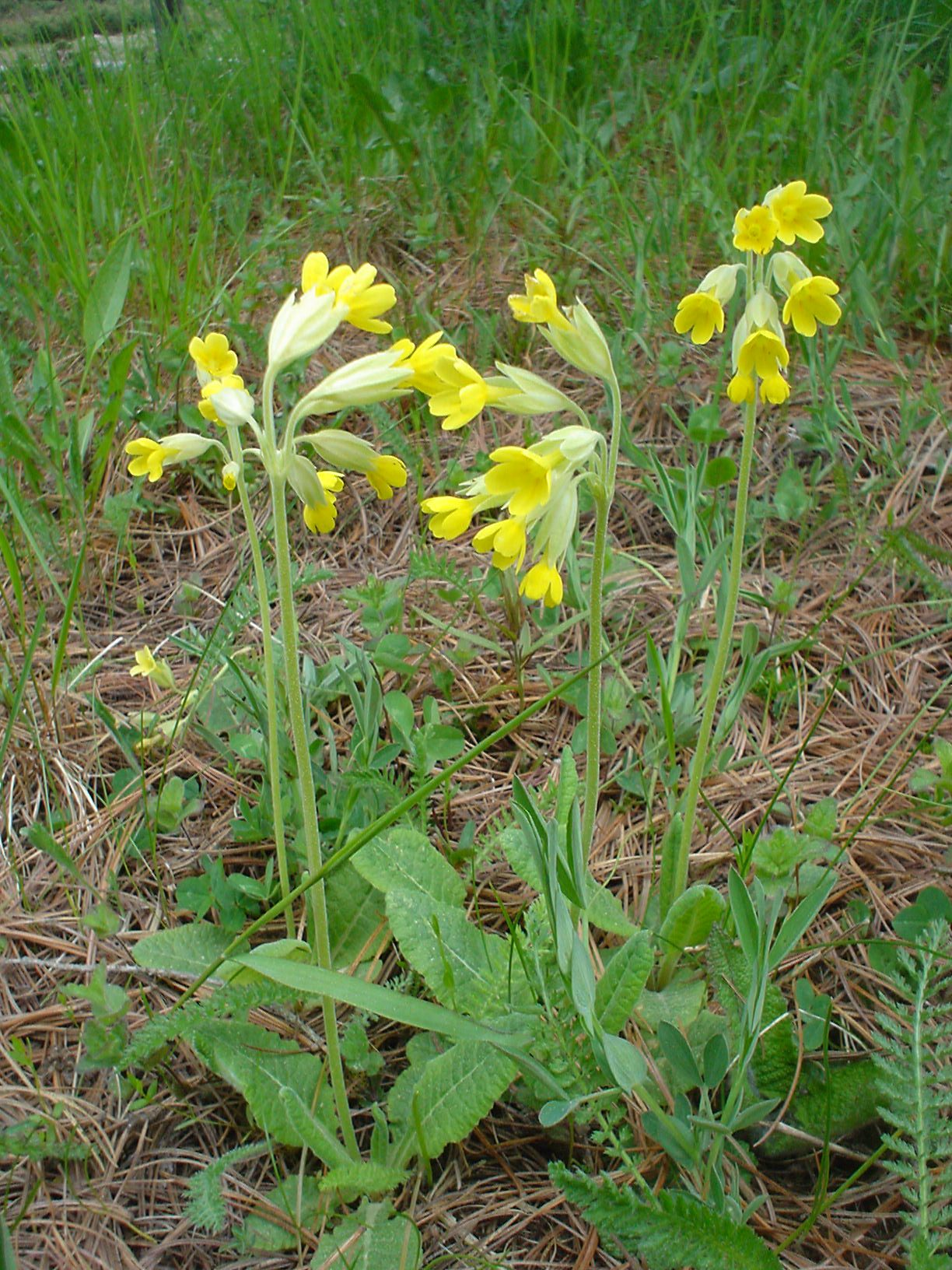
Primula veris

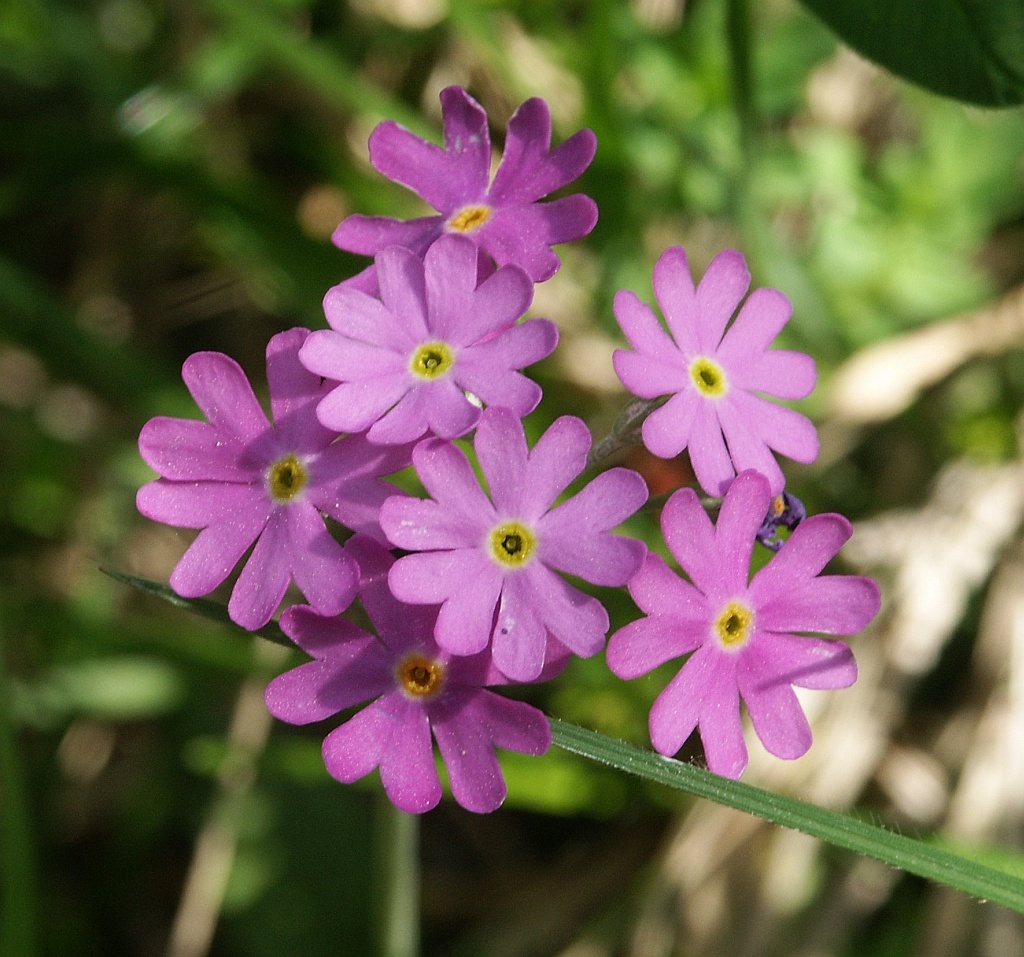
Primula farinosa

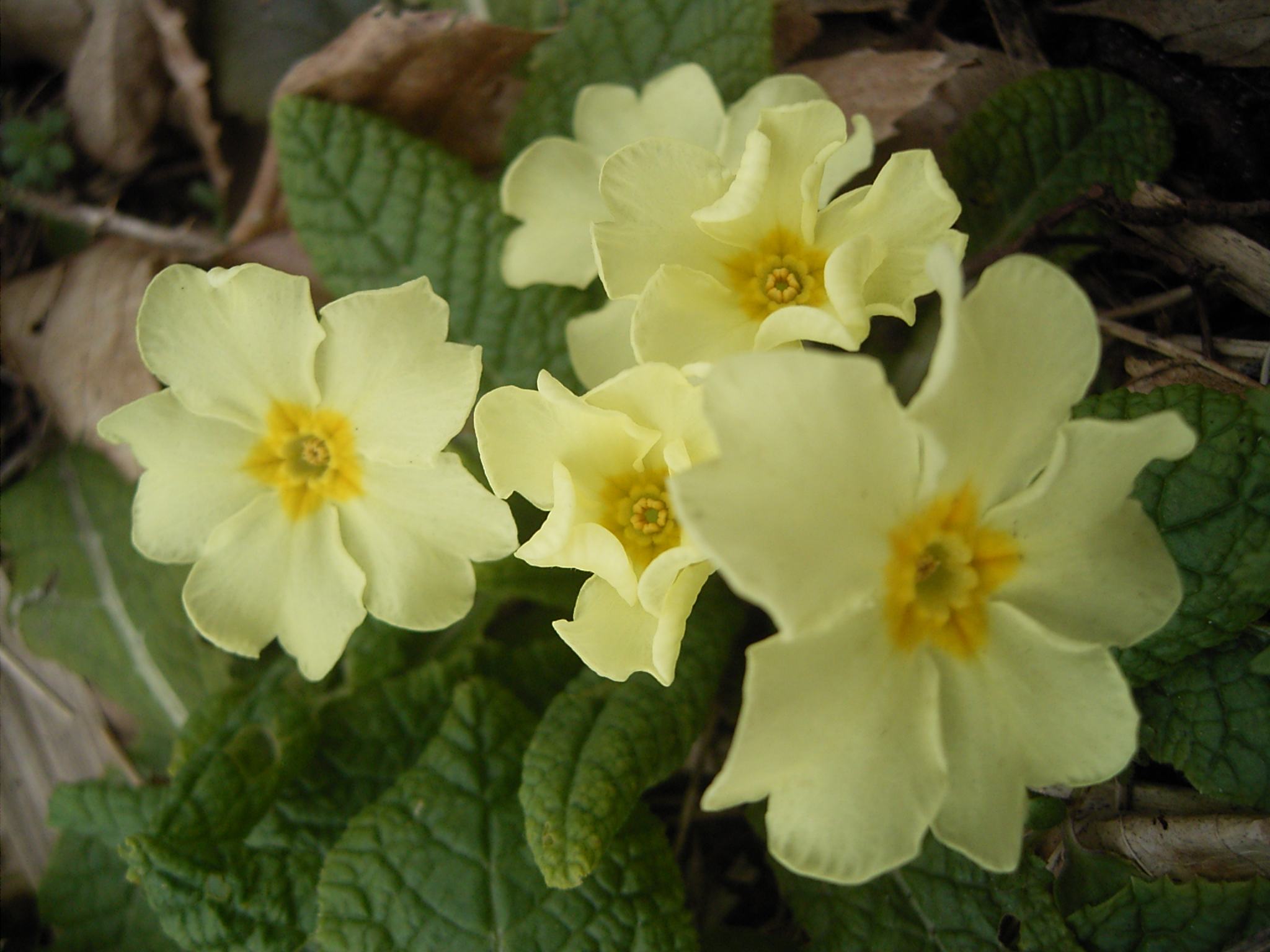
Primula vulgaris

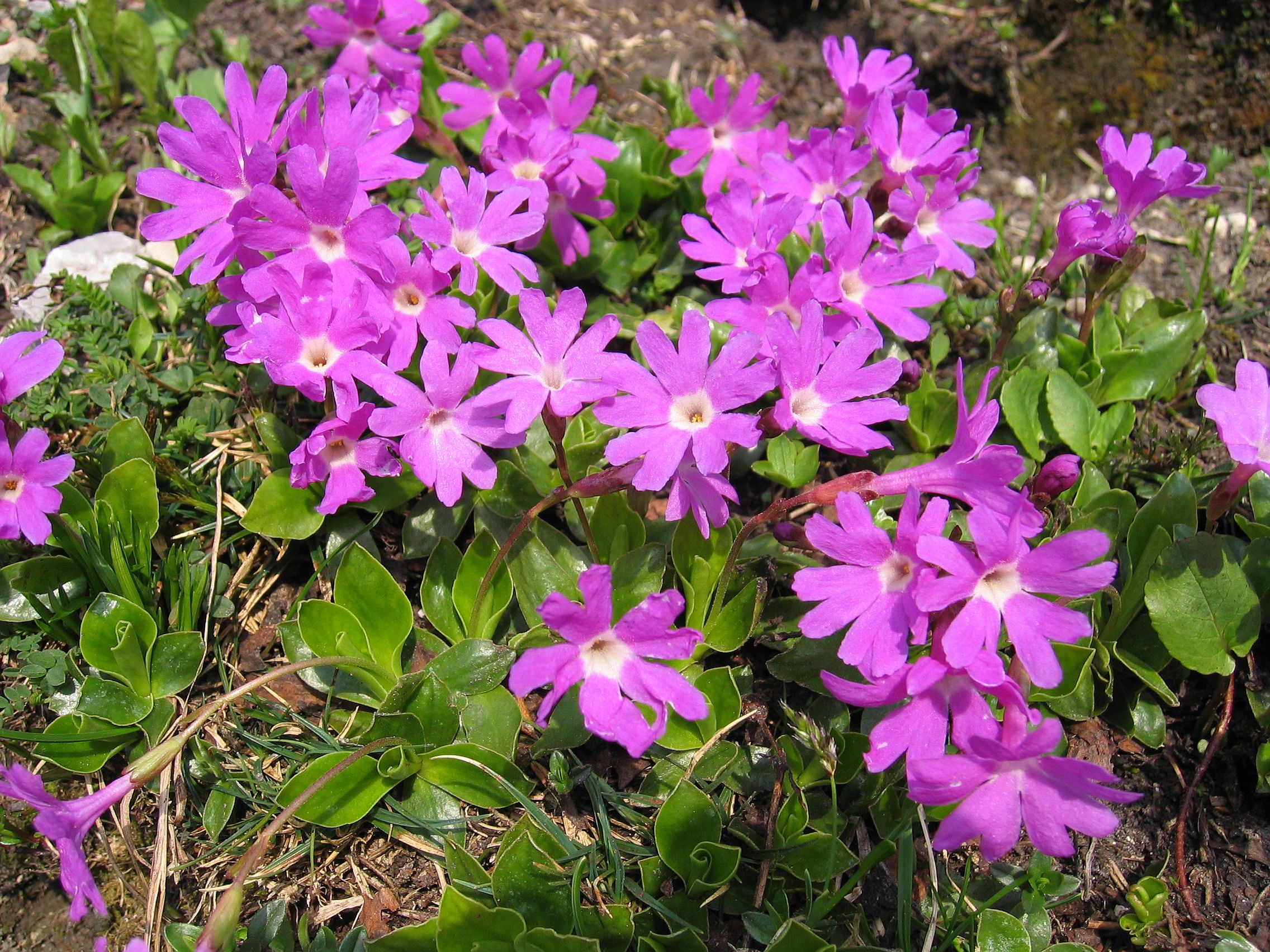
Primula clusiana

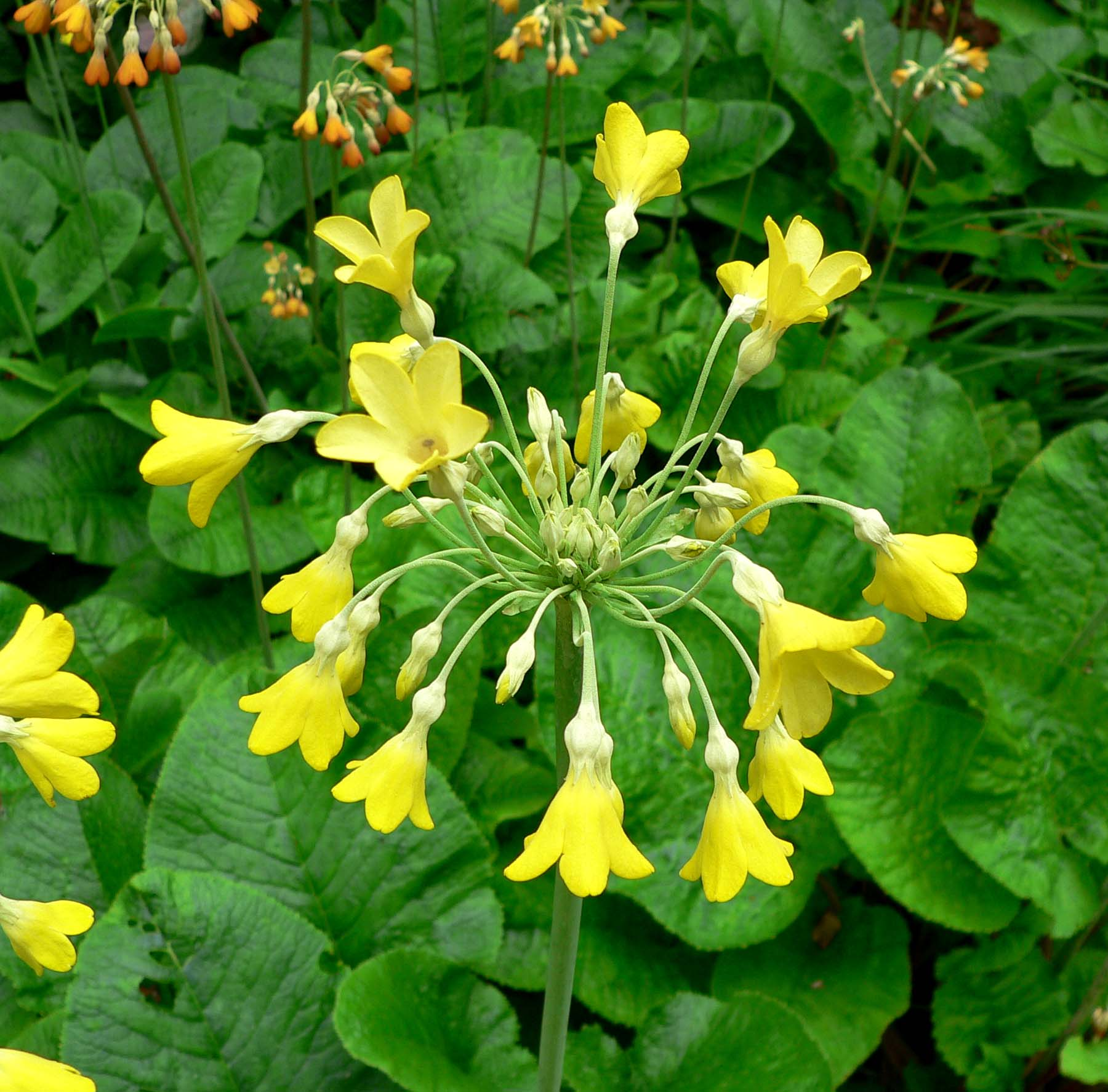
Primula florindae

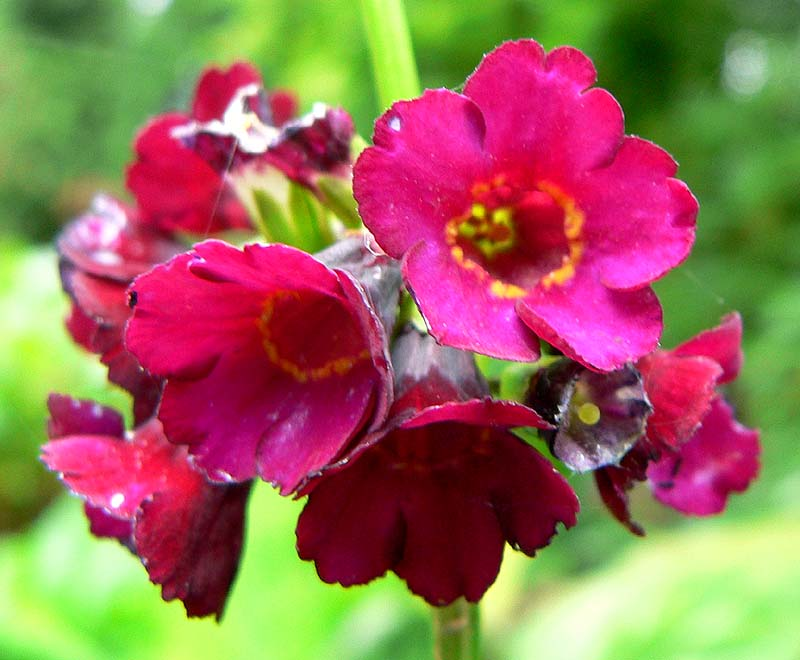
Primula anisodora

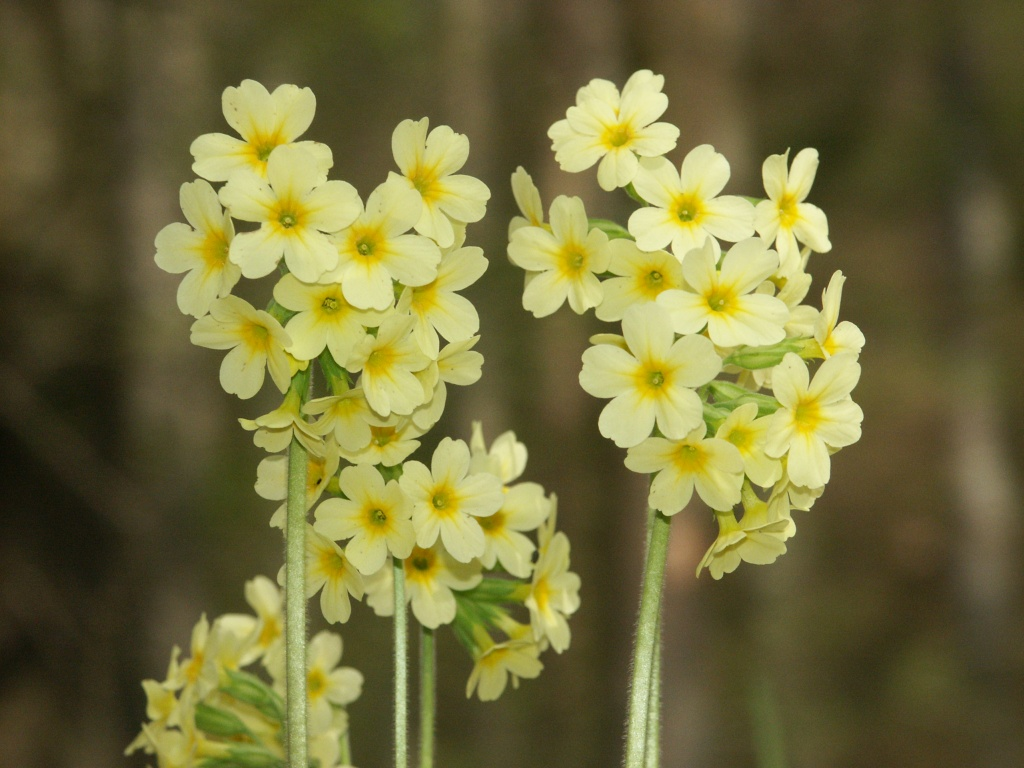
Primula elatior

## Descrizione
Comprende piante erbacee, annuali o perenni, alte da pochi centimetri fino a diversi decimetri, con foglie basali a rosetta sessili o picciolate.
I fiori sono vivacemente colorati, riuniti in ombrelle, capolini, grappoli o verticilli sovrapposti, circondati da brattee, sorretti da lunghi gambi.
I frutti sono generalmente a capsula.

## Tassonomia
Il genere Primula comprende oltre 500 specie a distribuzione cosmopolita.
Tra le specie spontanee presenti in Europa si annoverano:
- Primula albenensis Banfi & Ferl.
- Primula algida Adams
- Primula allionii Loisel.
- Primula apennina Widmer
- Primula auricula L.
- Primula auriculata Lam.
- Primula carniolica Jacq.
- Primula clusiana Tausch
- Primula cordifolia Rupr.
- Primula cortusoides L.
- Primula daonensis (Leyb.) Leyb.
- Primula darialica Rupr.
- Primula davidii Franch.
- Primula deorum Velen.
- Primula egaliksensis Wormsk.
- Primula elatior (L.) Hill.
- Primula farinifolia Rupr.
- Primula farinosa L.
- Primula frondosa Janka
- Primula glaucescens Moretti
- Primula glutinosa Wulfen
- Primula halleri J.F.Gmel.
- Primula hirsuta
- Primula integrifolia L.
- Primula intricata Gren. & Godr.
- Primula japonica A. Gray (introdotta)
- Primula juliae Kusn.
- Primula kitaibeliana Schott
- Primula latifolia Lapeyr.
- Primula longipes Freyn & Sint.
- Primula longiscapa Ledeb.
- Primula luteola Rupr.
- Primula marginata Curtis
- Primula megaseifolia Boiss. & Balansa
- Primula minima L.
- Primula nutans Georgi
- Primula palinuri Petagna
- Primula pedemontana E.Thomas ex Gaudin
- Primula rosea Royle
- Primula ruprechtii Kusn.
- Primula scandinavica Bruun
- Primula scotica Hook.
- Primula spectabilis Tratt.
- Primula stricta Hornem.
- Primula subpyrenaica Aymerich, L.Sáez & López-Alvarado
- Primula tyrolensis Schott
- Primula veris L.
- Primula villosa Wulfen
- Primula vulgaris Huds.
- Primula wulfeniana Schott

Le più conosciute specie spontanee della flora italiana sono P. veris, nota col nome comune di primula odorosa o primavera odorosa, spontanea sulle sponde dei fossati, sulle Alpi e gli Appennini, dove fiorisce alla fine dell'inverno, P. vulgaris, comune nei boschi, nota col nome comune di primaverina, e P. farinosa, nota come occhio di civetta, dai fiori colorati di rosa o rossi, comune sulle Alpi.
Tra le specie coltivate come piante ornamentali ricordiamo: 
- P. obconica Hance, pianta perenne coltivata come annuale, originaria della Cina di circa 30–40 cm d'altezza, con fiori riuniti a grappolo, sorretti da lunghi gambi, con belle infiorescenze a capolino, di colore bianco, rosa, salmone, malva, lilla, con il caratteristico colore verde centrale, che fioriscono da Natale fino all'estate;
- P. malacoides  Franch., pianta annuale simile alla precedente, ha foglie oblunghe, biancastre sulla pagina inferiore, riunite in rosetta, porta numerosi scapi florali alti 30–40 cm, con molti piccoli fiori colorati di bianco, rosa e lilla, fiorisce da gennaio ad aprile;
- P. sinensis Lindl. , con foglie lobate a base cordata, fiori con corolle colorate di lilla, rosa o bianco;
- P. pulverulenta Duthie, originarie della Cina
- P. japonica A.Gray, con infiorescenze che raggiungono il metro d'altezza;
- P. denticulata Sm., originaria del Nepal.

## Usi
- Le specie esotiche che mal sopportano il gelo vengono coltivate in vaso come piante ornamentali. Tra le specie rustiche, adatte alla decorazione di sottoboschi, prati e giardini umidi, segnaliamo P. acaulis dai fiori giallo-chiari,  P. auricola con foglie carnose e fiori gialli, P. hirsuta dai fiori porporini e  P. elatior, con fiori di colore giallo o arancio riuniti in ombrelle, e numerose varietà con una vasta gamma di colori, dal giallo al rosso al blu
- Vengono utilizzate per le proprietà medicinali P. veris e con risultati minori  P. vulgaris

### Proprietà medicinali
- L'infuso, il decotto e lo sciroppo dei rizomi di P. veris, dall'odore anisato, raccolti da settembre a novembre, ripuliti ed essiccati al sole, hanno proprietà diuretiche, espettoranti e bechiche, vantano anche un'azione antiemetica, tonica del sistema nervoso, antireumatica e antidiarroica
- Topicamente si utilizzano i rizomi freschi ridotti in poltiglia come impacchi sedativi
- La polvere dei rizomi ha proprietà sternutatorie
- Il decotto per uso esterno di foglie raccolte da aprile a giugno avrebbe proprietà antireumetiche, antiartritiche e curative della gotta
- L'infuso e lo sciroppo dei fiori raccolti da aprile a giugno appena sbocciati e seccati all'ombra, vantano proprietà sudorifere, calmanti, anticonvulsive, bechiche e pettorali
- L'infuso per uso topico dei fiori serve per impacchi antinevralgici
- Le giovani foglie consumate fresche, crude o cotte, hanno un'azione depurativa

## Coltivazione
Le primule coltivate in piena terra desiderano esposizione semi-ombrosa e riparata, terreno acido e fresco, fertile e ben concimato con sostanze organiche; mentre le specie coltivate in vaso richiedono locali freschi e umidi, luce solare filtrata, terriccio fertile, leggero e acido, concimazione ogni 15 giorni con fertilizzante liquido, annaffiature abbondanti, le specie perenni vengono coltivate come annuali, scartandole dopo la fioritura.
La moltiplicazione avviene con la semina sotto vetro o in ambiente fresco e ombreggiato, in terriccio di bosco sabbioso, utilizzando seme freschissimo, da aprile in poi, con fioritura tra l'inverno e la primavera successivi.
Le cultivar vengono moltiplicate per via agamica, con la divisione autunnale dei cespi o dei getti, anche se generalmente le primule malsopportano i trapianti, presentando scarse fioriture.